# Ripudiata (film 1954)
Ripudiata è un film del 1954, diretto da Giorgio Walter Chili.

## Trama
1844. Una giovane contessina, sposa di un barone, viene ingiustamente accusata dalla cognata di adulterio con un capitano sincero amico della ragazza. Il marito crede ciecamente alla sorella, la quale ha agito solo per poter continuare indisturbata la relazione col maggiordomo, e scaccia di casa la moglie che inutilmente chiede di poter riabbracciare il suo bambino. Priva di mezzi, la donna accetta delle scritture come cantante lirica e ottiene grandi successi. Sorpresa dalla controffensiva garibaldina e repubblicana intorno a Roma la donna si ritrova casualmente in una locanda di Velletri e qui improvvisamente incontra il capitano che tenta inutilmente di sedurla. Una cannonata centra la locanda che crolla; il capitano muore tra le macerie mentre la ragazza, colpita da una trave alla testa, riporta un trauma agli occhi che minaccia di renderla cieca.
Scoperta durante una notte in casa del marito, dove, con la complicità della fidata governante, si era introdotta con la speranza di rivedere forse per l'ultima volta suo figlio, viene scacciata insieme all'altra donna, la quale però, prima di lasciare la casa prova l'innocenza della sua padrona. Infatti essa conduce il suo bambino nel corridoio dove si odono le voci del maggiordomo e la sorella che litigano: l'uomo rinfaccia alla donna di aver fatto condannare una innocente; il barone fuori di sé dall'ira licenzia il maggiordomo e infligge una dura punizione alla sorella; quindi con il recupero della vista arriva anche il perdono della contessina.

## Produzione
È il quinto film a soggetto del regista Giorgio Walter Chili, se si esclude il film di montaggio C'era una volta Angelo Musco.
Rientra nel filone drammatico-sentimentale comunemente detto strappalacrime (poi ribattezzato dalla critica neorealismo d'appendice), allora molto in voga tra il pubblico italiano.
Girato in interni negli Stabilimenti Incir-De Paolis e in esterni a Roma e a Velletri durante il 1954, venne iscritto al Pubblico registro cinematografico col n. 1.486. Presentato alla Commissione di Revisione Cinematografica, presieduta da Oscar Luigi Scalfaro, ottiene il visto censura n. 17.873 il 1º dicembre 1954 con una lunghezza dichiarata di 2.860 metri, senza operare alcun taglio: il 1º ottobre 1956, con una lunghezza leggermente accorciata a 2.850 metri, la pellicola ottiene la qualifica di film nazionale ammesso alla programmazione obbligatoria; non conosciamo in cosa consistono i 10 metri di film mancanti, ma in compenso nella seconda pagina vi sono riportati tutte le maestranze tecniche che hanno partecipato al film. Al momento non risulta sia stato proiettato in televisione, né pubblicato in DVD; però esiste il manifesto originale del film. La Mondial Video pubblicò un VHS contenente il film, ma ad oggi risulta essere fuori catalogo. Tra gli interpreti minori della pellicola c'è Virna Lisi, qui al suo settimo film in carriera.

## Distribuzione
Il film venne distribuito nel circuito cinematografico italiano il 1º giugno del 1955.
In Francia fu proiettato nelle sale col titolo Le destin d'une mère a partire dal 14 dicembre del 1956.
Fu distribuito anche nel mercato anglofono con il titolo Disowned.

## Accoglienza
L'incasso fu di 256.000.000 di lire dell'epoca.

## Colonna sonora
Nel film sono presenti brani musicali tratti da opere liriche di Giuseppe Verdi, Giovanni Paisiello, Gaetano Donizetti e Vincenzo Bellini, cantate dal soprano Margherita Carosio.

## Critica
«Tipico film di Chili, né migliore né peggiore delle altre fatiche di questo regista». Umberto Tani, Intermezzo n. 14/15, 15 agosto 1955.
Pino Farinotti, nel suo dizionario, assegna al film due stelle con tre righe sintetiche di trama senza fare alcun commento.